# مقصود پاشایی
مقصود پاشایی (زاده ۱۳۱۳) استاد کاشی‌کار و سفالگر ایرانی است. او اکنون سرپرستی کارگاه سرامیک‌سازی سازمان میراث فرهنگی ایران را برعهده دارد. آثار کاشی و سفال مقصود پاشایی در ایران و خارج از کشور به نمایش درآمده و چند دیپلم افتخار و لوح تقدیر، ازجمله دیپلم افتخار روز جهانی صنایع دستی از پاکستان و لوح تقدیر نمایشگاه الغدیر در لندن را دریافت کرده است.
همچنین در سال ۱۳۶۶ با دریافت نشان درجه یک هنر کاشی و سفال، در کسوت استادان طراز اول این رشته قرار گرفته است.
از جمله کارهای مقصود پاشایی کتیبه ورودی موزه ایران باستان است.